# Ricky Stenhouse Jr.
Richard Lynn "Ricky" Stenhouse, Jr. (Olive Branch, Mississippi; 2 de octubre de 1987) es un piloto de automovilismo, que desde el año 2020 conduce el Chevrolet No. 47 para JTG Daugherty Racing en la Copa NASCAR, habiendo obtenido 3 victorias, 14 top 5, dos pole positions y ganador de la Daytona 500 2023. Ha resultado campeón en 2011 y en 2012 de la NASCAR Nationwide Series, donde disputó 108 carreras, donde logró 8 victorias, 40 top 5, y 8 poles.

## Carrera
En 2008 hizo su debut en la Serie ARCA. Conduciendo un Ford, él ganó dos carreras, y logró 10 top 5 para terminar cuarto en el campeonato de pilotos. Stenhouse debutó en 2009 en el Nashville Superspeedway en la NASCAR Nationwide Series para Roush Fenway Racing. Participó en siete carreras ese año y ganó su primera pole position en el circuito de Iowa y logró 1 top 5 y 2 top 10. 
En 2010 disputó la mayor parte de la temporada con un Ford de Roush Fenway en la Nationwide; a pesar de que tuvo un mal inicio de temporada (1 top 10 en las primeras 13 carreras), obtuvo 3 top 5 y otros 7 top 10 para terminar en el puesto 16 en el campeonato y obtuvo el premio de Novato del Año de la categoría. En 2011, continuando para Roush en la Nationwide logró sus primeras dos victorias en la categoría, ambas en Iowa Speedway; además obtuvo 16 top 5, 26 top 10 y 3 poles, para salir campeón de la categoría. En 2012, defendió con éxito el título de la Nationwide conseguido el año pasado, con 6 victorias, 19 top 5, y 4 poles. Además, entre 2011 y 2012, disputó cinco carreras de la Copa Sprint. 
En la Copa NASCAR 2013, Ricky Stenhouse Jr. se convirtió en piloto titular de la Copa NASCAR en Roush Fenway Racing, reemplazando a Matt Kenseth. Stenhouse logró 1 top 5 y 3 top 10, para terminar decimonoveno en el campeonato, de forma que se llevó el título de Novato del Año de la categoría. Por otra parte, disputó una carrera de la Nationwide para dicho equipo.
Al año siguiente, Stenhouse obtuvo un segundo puesto y 4 top 10 adicionales en la Copa NASCAR, pero varios resultados negativos, lo relegaron al piloto al puesto 27 del campeonato. No le fue mucho mejor en la temporada 2015, resultando 25° en el campeonato con tres top 10. En 2016, Stenhouse cosechó 4 top 5 para concluir 21.º en el campeonato. Por otro lado, logró un tercer lugar en su única participación en NASCAR Xfinity Series.
En 2017, Stenhouse triunfó por primera vez en la Copa NASCAR en la carrera primaveral de Talladega, superando a Jamie McMurray por apenas 0,095 segundos. Logró su segunda victoria en las 400 Millas de Daytona. Con un total de cuatro top 5 y nueve top 10, finalizó 13.º en el campeonato. En 2018 Stenhouse logró 3 top 5 y no avanzó a la postemporada, resultando 18.º en el campeonato.
En 2020 se mudó al equipo JTG Daugherty Racing para participar con el auto Nro. 47
En 2023, el de Memphis, conseguiría su triunfo en las 500 millas de Daytona tras sobrevivir a la que ha sido la edición más larga de los 65 años de historia de esta carrera. Tras dos Green White Checker provocados por dos accidentes masivos, conseguiría hacerse con la punta tras salirse de la aspiración de un Brad Keselowski que parecía estar decidido a aguantar las 6 vueltas que quedaban. La batalla final fue conformada por Joey Logano, Christopher Bell, William Byron, Kyle Busch y Jimmie Johnson entre otros, hasta que un toque de Almirola con Pastrana provocó otro accidente en la zona alta del grupo, lo que hizo que sólo Logano y Bell se quedarán a rebufo del de Tenessee.

## Vida personal
Stenhouse tuvo como novia a Danica Patrick desde 2012 hasta 2017.